# Petite capitale D barré
Cette page contient des caractères spéciaux ou non latins. S’ils s’affichent mal (▯, ?, etc.), consultez la page d’aide Unicode.
La petite capitale D barré (minuscule ᴅ) est une lettre additionnelle de l’écriture latine qui est utilisée dans l’alphabet phonétique ouralien de Lehtisalo. Elle a la forme d’une petite capitale minuscule du D barré à travers la panse ‹ Ꟈ ›. Elle n’est pas à confondre avec la petite capitale eth ‹ ᴆ › (petite capitale minuscule du eth) utilisée dans les travaux de Sovijärvi et Peltola.

## Utilisation
Dans l’alphabet phonétique ouralien utilisé par Toivo Lehtisalo (fi) dans Juraksamojedisches Wörterbuch publié en 1956, ‹ ᴆ › représente une consonne spirante dentale semi-voisée, notée [ð̞] avec l’alphabet phonétique international, le ‹ ᴅ › représentant une consonne occlusive dentale semi-voisée, [d̥], et la barre inscrite indiquant une articulation spirante.

## Représentations informatiques
La petite capitale D barré n’a pas de code propre dans Unicode mais peut être représentée avec le caractère de la petite capitale eth : ᴆ, U+1D06 ; ou à l’aide de la petite capitale D et de biffure : ᴅ.